# Orocó
Orocó é um município brasileiro do estado de Pernambuco.

## Geografia
Localiza-se a 08º33'12" de latitude sul e 39º27'48" de longitude oeste, a uma altitude de 349 metros.
O município é composto apenas pelo distrito-sede.

### Limites
| Noroeste: Parnamirim                         | Norte: Parnamirim    | Nordeste: Cabrobó        |
| Oeste: Parnamirim e Santa Maria da Boa Vista |                      | Leste: Cabrobó           |
| Sudoeste: Estado da Bahia                    | Sul: Estado da Bahia | Sudeste: Estado da Bahia |

### Hidrografia
O município está inserido na bacia do Rio São Francisco.

### Clima
O clima do município é o clima semiárido, do tipo Bsh. Os verões são quentes e úmidos, é neste período em que praticamente quase toda chuva do ano cai. Os invernos são mornos e secos, com a diminuição de chuvas; as mínimas podem chegar a 15 °C. As primaveras são muito quentes e secas, com temperaturas muito altas, que em que algumas ocasiões podem chegar a mais de 40 °C.

### Relevo
O município localiza-se na unidade ambiental da depressão sertaneja, com relevo suave a ondulado.

### Vegetação
A vegetação do município é composta por caatinga hiperxerófila.

### Solo
Em relação aos solos, nos Patamares Compridos e Baixas Vertentes do relevo suave ondulado ocorrem os Planossolos, mal drenados, fertilidade natural média problemas de sais; Topos e Altas Vertentes, os solos Brunos não Cálcicos, rasos e fertilidade natural alta; Topos e Altas Vertentes do relevo ondulado ocorrem os Podzólicos, drenados e fertilidade natural média e as Elevações Residuais com os solos Litólicos, rasos, pedregosos e fertilidade natural média.

### Geologia
O município de Orocó é constituída pelos litotipos dos complexos Gnáissico-migmatítico Sobradinho-Remanso e Riacho Seco, dos gnaisses Arapuá, Bangê e Bogó, do Complexo Saúde, dos Granitóidessin e postectônicos.

## Demografia
Segundo o censo 2013 do IBGE, Orocó possui uma população de 14.071 habitantes, distribuídos numa área de 554,759 km², tendo assim, uma densidade demográfica de 23,76 hab/km².

## Política
O primeiro prefeito nomeado foi Antonio Rodrigues de Carvalho, e o primeiro Prefeito eleito foi Ulisses de Novaes Bione. O poder executivo do município é exercido por Ismael Fernandes Bione Lira, PSD.

## Economia
Segundo dados sobre o produto interno bruto dos municípios, divulgado pelo IBGE referente ao ano de 2011, a soma das riquezas produzidos no município é de 96.046 milhões de reais (117° maior do estado). Sendo o setor de serviços o  mais representativo na economia orocoense, somando 53.665 milhões. Já os setores industrial e da agricultura representam 13.359 milhões e 24.897 milhões, respectivamente. O PIB per capita do município é de 10.299,96 mil reais (40° maior do estado).

## Estrutura

### Educação
- Escola Bem-Te-Vi [8]

### Saúde
A cidade conta com 9 estabelecimentos de saúde, sendo todos públicos.

### Transportes
O município é cortado pela BR-428. A população conta com o aeroporto de Petrolina, estando a 155 km de distância.